# Нидлс
Нидлс (англ. The Needles, «Иглы») — меловые скалы у западного побережья острова Уайт.

## География

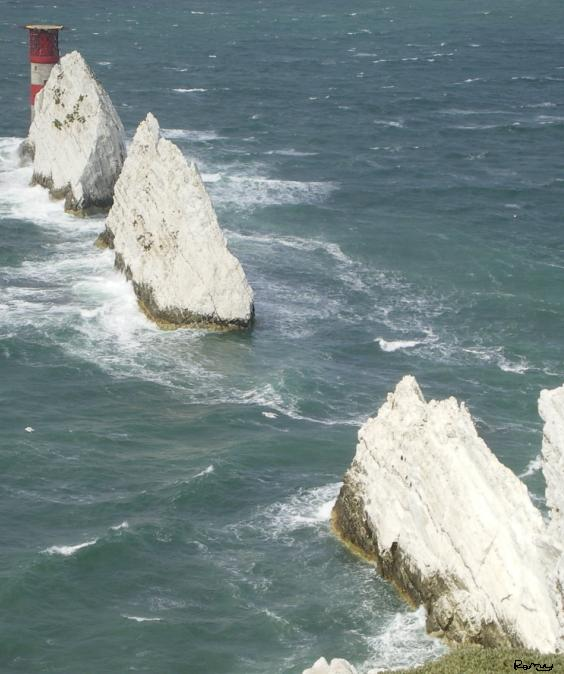
Меловые скалы «Иглы»

Расположены в западной части бухты Алум-Бей пролива Те-Солент, вблизи самой западной точки острова Уайт.

## Транспорт
К скалам можно добраться регулярным автобусным маршрутом № 7 компании «Southern Vectis» (Ньюпорт — Ярмут — Алум-Бей) и прогулочными маршрутами Айлэнд Костер (Райд — Фрэшуотэр — Алум-Бей — Ярмут) и Нидлс Тур (Ярмут — Нидлс — Ярмут).

## Артиллерийская батарея

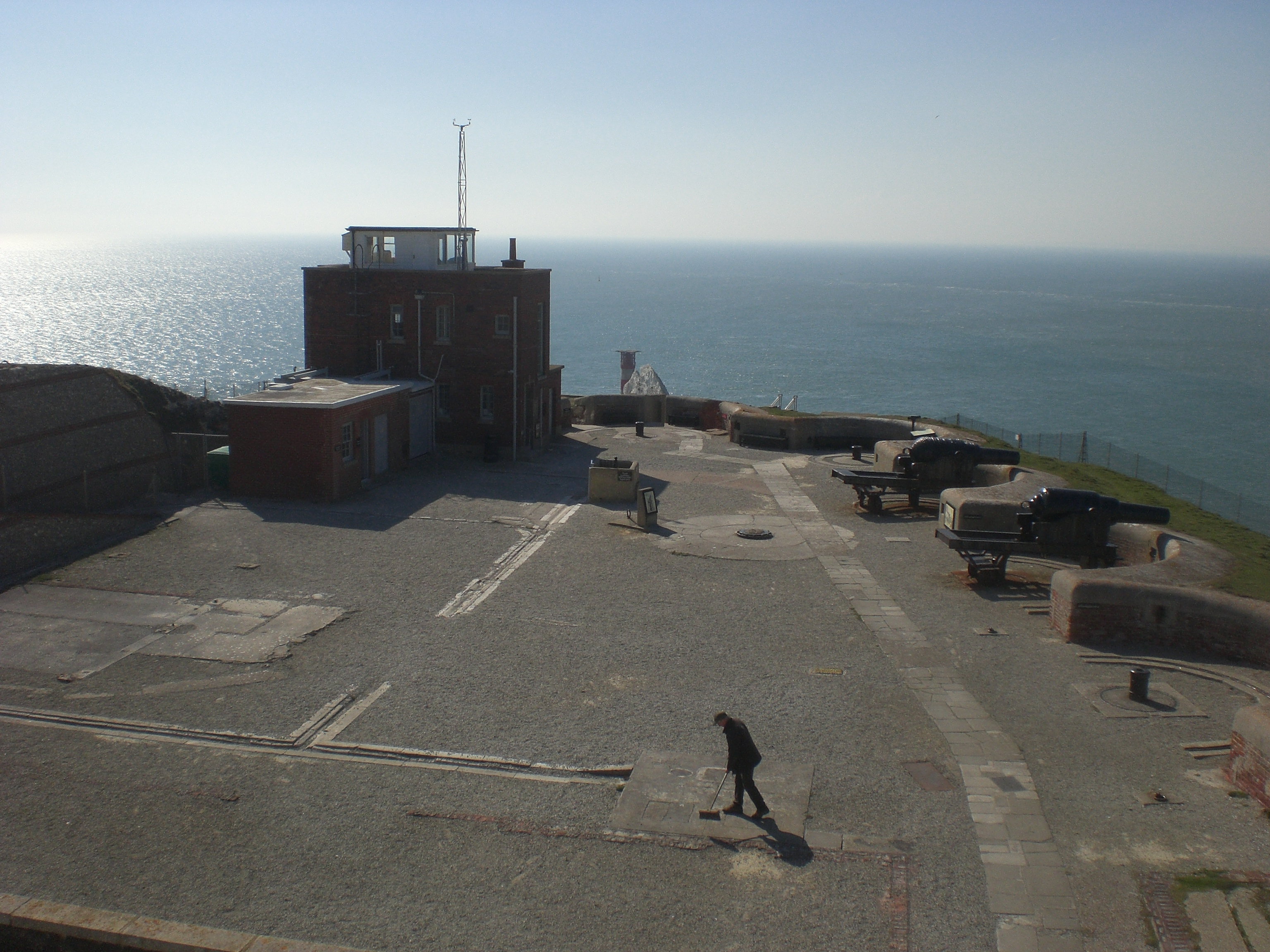
Артиллерийская батарея «Нидлс Бэтэри».

Артиллерийская батарея «Нидлс Бэтэри» была построена в начале 1860-х годов в непосредственной близости от скал для защиты западной части пролива Те-Солент от вражеских кораблей. Была использована в 1950-х для тестирования двигателей ракеты-носителя «Блэк Найт». В настоящее время батарея открыта для просмотра.

## Культура
В телевизионной передаче «Seven Natural Wonders», вышедшей в 2005 году, скалы были показаны как одно из «чудес природы» юга Англии.
Возле скал и вдоль всего побережья острова Уайт проходит пешеходная тропа «Isle of Wight Coastal Path».